# Manazuru
Manazuru (japanisch 真鶴町, -machi, wohl nach der Form der Halbinsel, die an den Kopf des Weißnackenkranichs (jap.: manazuru) im Flug erinnert) ist eine Kleinstadt auf der japanischen Hauptinsel Honshū im Landkreis Ashigarashimo in der Präfektur Kanagawa.

## Geographie
Manazuru liegt südwestlich von Yokohama an der Sagami-Bucht. Das Stadtgebiet umfasst fast die gesamte Fläche der gleichnamigen Halbinsel, die hier zirka drei Kilometer in die Sagami-Bucht reicht, sowie eine etwa ebenso große, kaum besiedelte Fläche im Hinterland an der Ostflanke des Hakone-Bergmassivs, wo eine Meereshöhe von zirka 730 Meter erreicht wird.

## Wirtschaft
Lange Tradition hat die Steinbruchindustrie. Abgebaut wird komatsuishi (小松石), eine Spielart des Andesits, die auch in zahlreichen Steinmetzbetrieben vor Ort verarbeitet wird. Daneben sind die Fischerei und der damit verbundene, kulinarisch motivierte Tagestourismus aus dem Ballungsraum Tokio-Yokohama wichtige Wirtschaftszweige.

## Trivia
Die Stadt Manazuru ist namensgebend für einen Roman von Hiromi Kawakami, deutscher Titel Am Meer ist es wärmer.

## Angrenzende Städte und Gemeinden
- Odawara
- Yugawara

## Verkehr
- Straße:
  - Nationalstraße 135
- Zug:
  - JR Tōkaidō-Hauptlinie nach Tōkyō oder Atami